# 瓦爾費爾德馬克湖

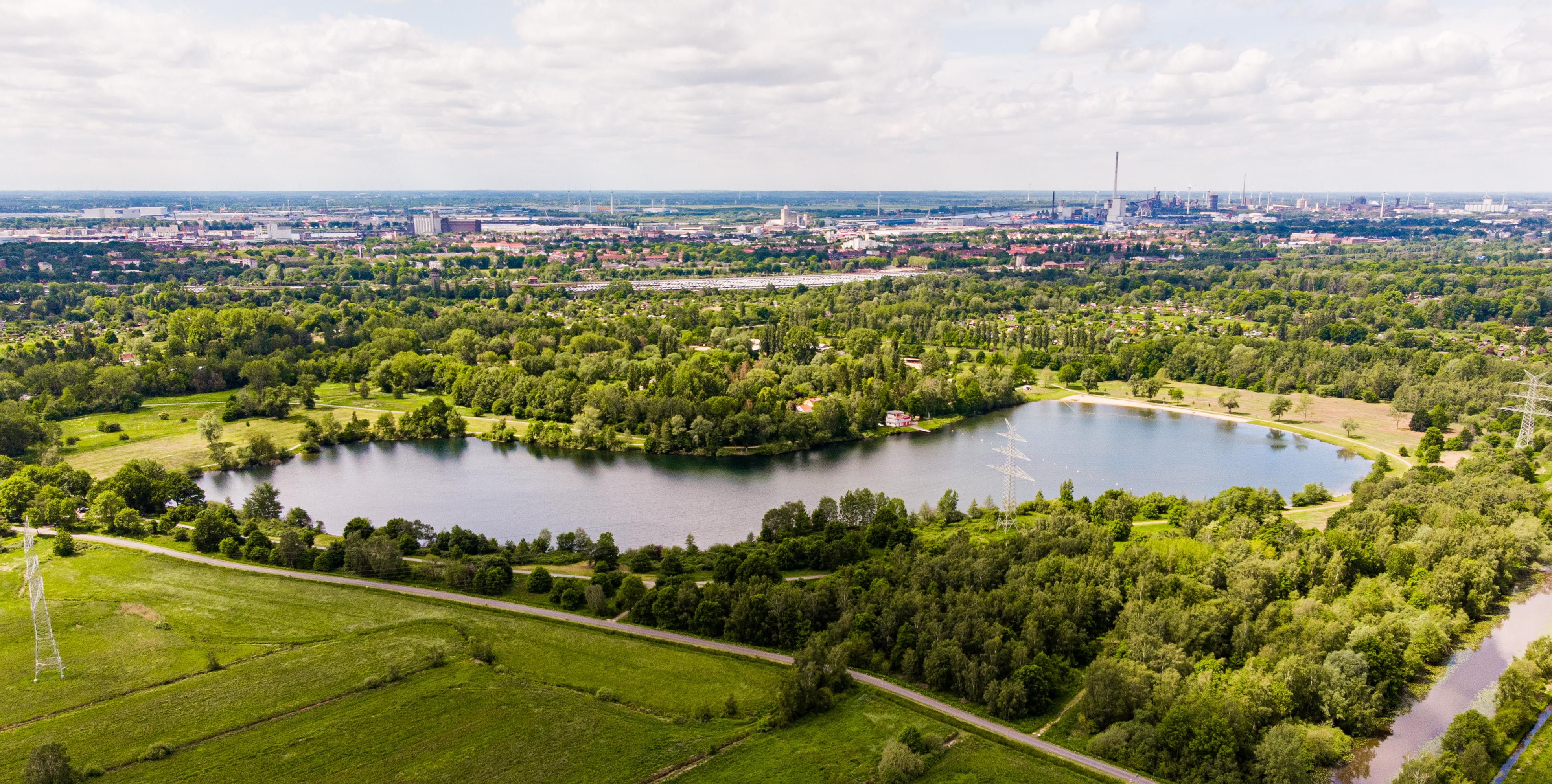

53°7′35″N 8°47′16″E / 53.12639°N 8.78778°E
瓦爾費爾德馬克湖（德語：Waller Feldmarksee），是德國的湖泊，位於該國西北部，由不來梅州負責管轄，面積0.12平方公里，平均水深8.3米，最大水深16.5米，水體容量101.6萬立方米。